# 89ste Oscaruitreiking
De 89ste Oscaruitreiking, waarbij prijzen werden uitgereikt aan de beste prestaties in films uit 2016, vond plaats op 26 februari 2017 in het Dolby Theatre in Hollywood. De show werd uitgezonden op ABC en geproduceerd door Michael De Luca en Jennifer Todd. De gastheer was Jimmy Kimmel, die de show voor de eerste maal presenteerde.
Op 24 januari werden de nominaties bekendgemaakt. La La Land ontving veertien nominaties en evenaarde daarmee het record van All About Eve (1950) en Titanic (1997).
Tijdens de uitreiking van de Oscar voor de beste film ontstond er grote verwarring toen Warren Beatty en Faye Dunaway aankondigden dat de film La La Land had gewonnen, maar kort daarna bleek dat onjuist. De film Moonlight werd alsnog als de ware winnaar bekendgemaakt, Warren Beatty bleek een verkeerde envelop te zijn aangereikt.

## Winnaars en genomineerden

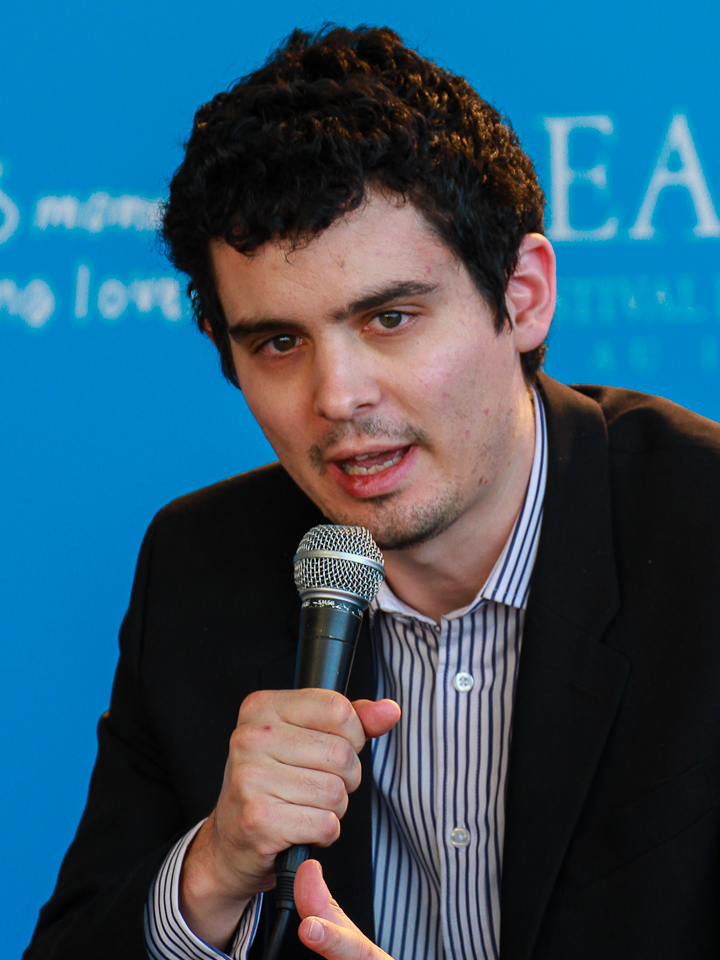
Damien Chazelle, beste regisseur

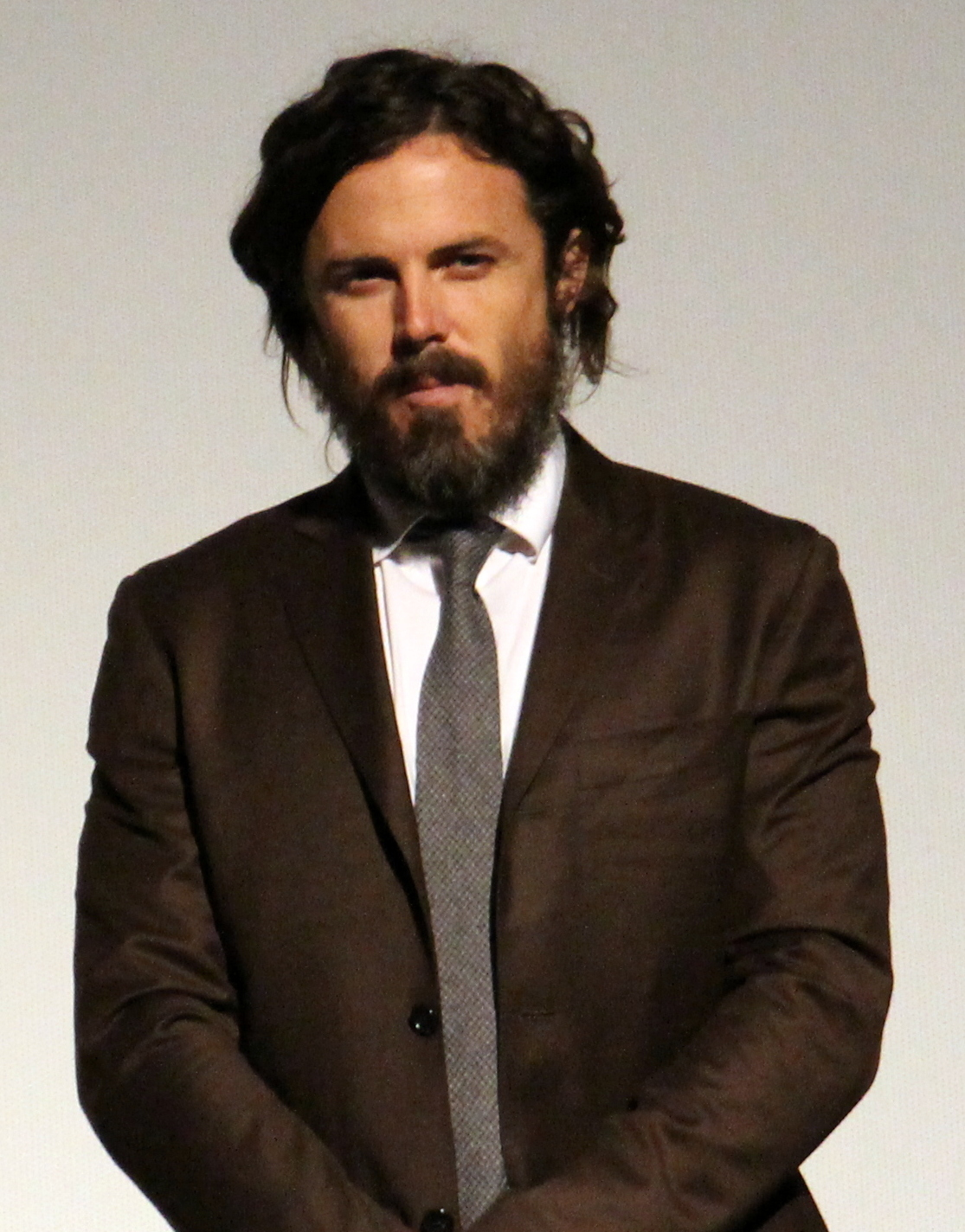
Casey Affleck, beste mannelijke hoofdrol

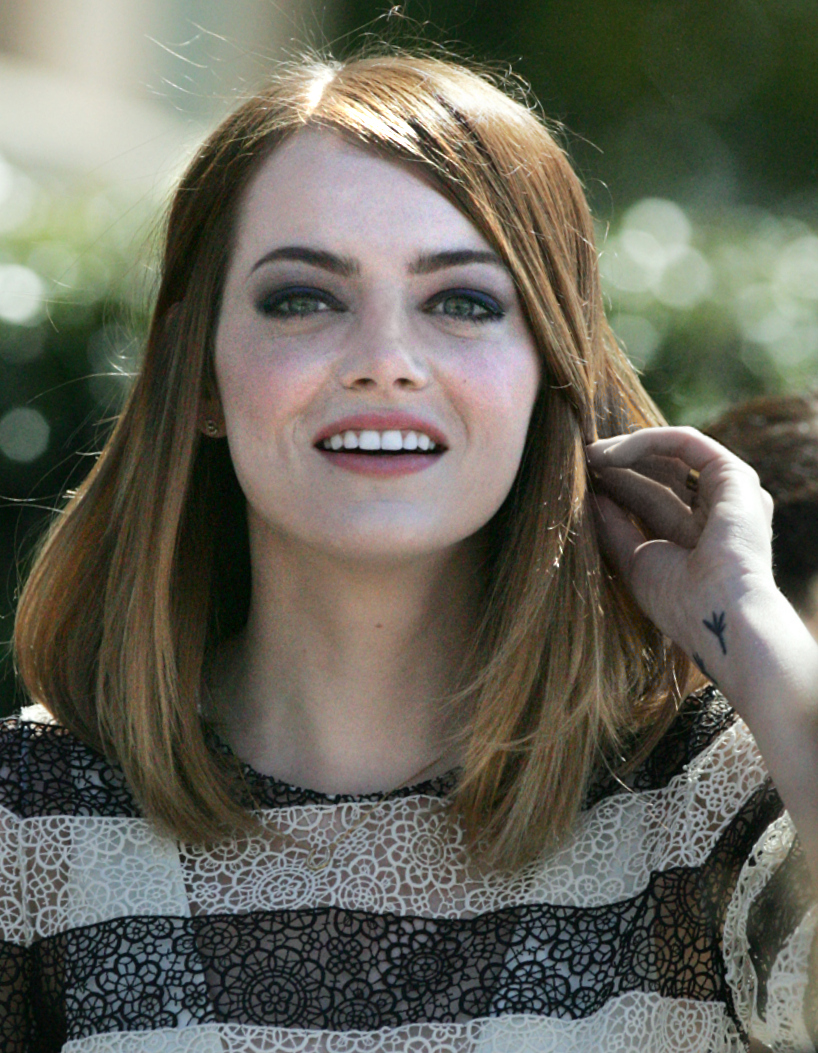
Emma Stone, beste vrouwelijke hoofdrol

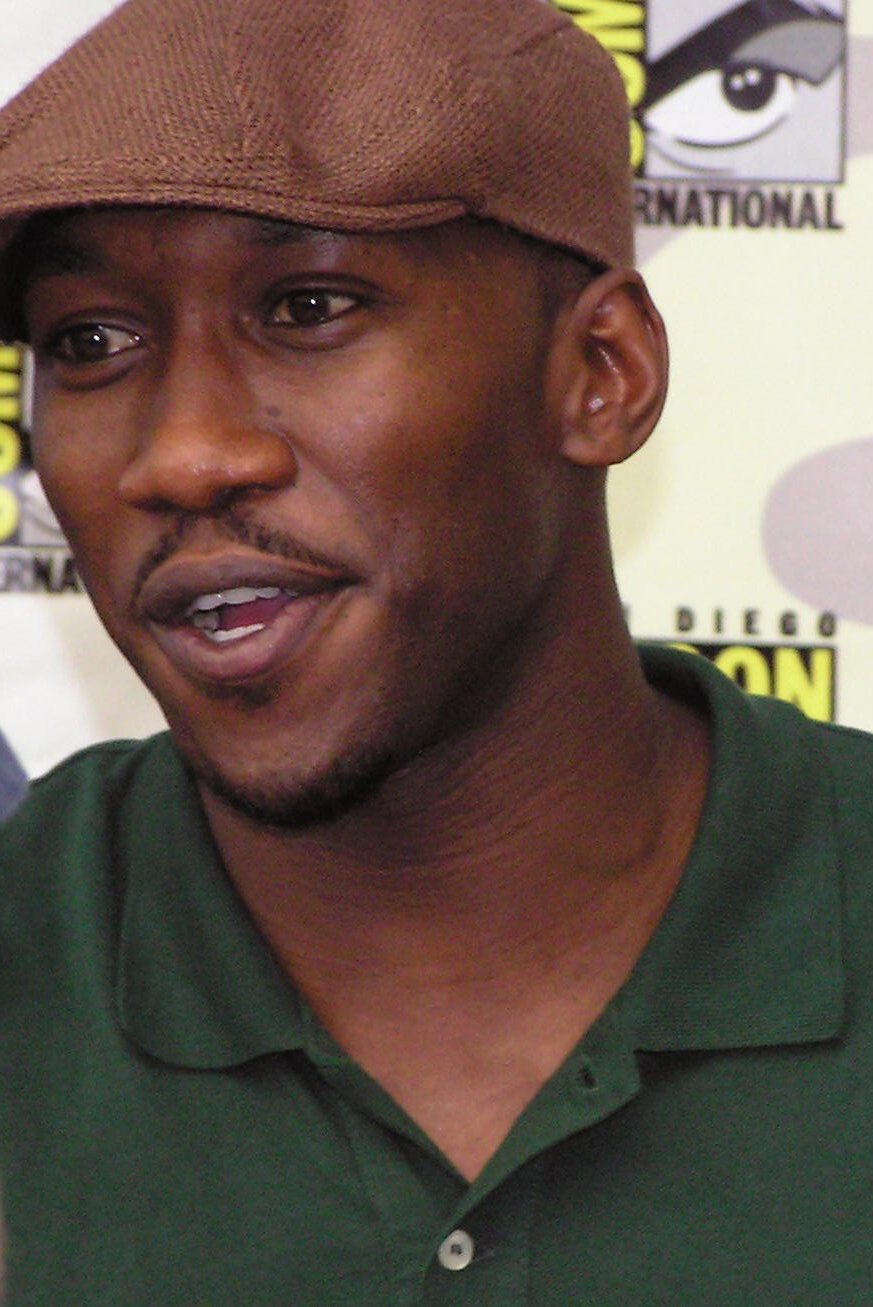
Mahershala Ali, beste mannelijke bijrol

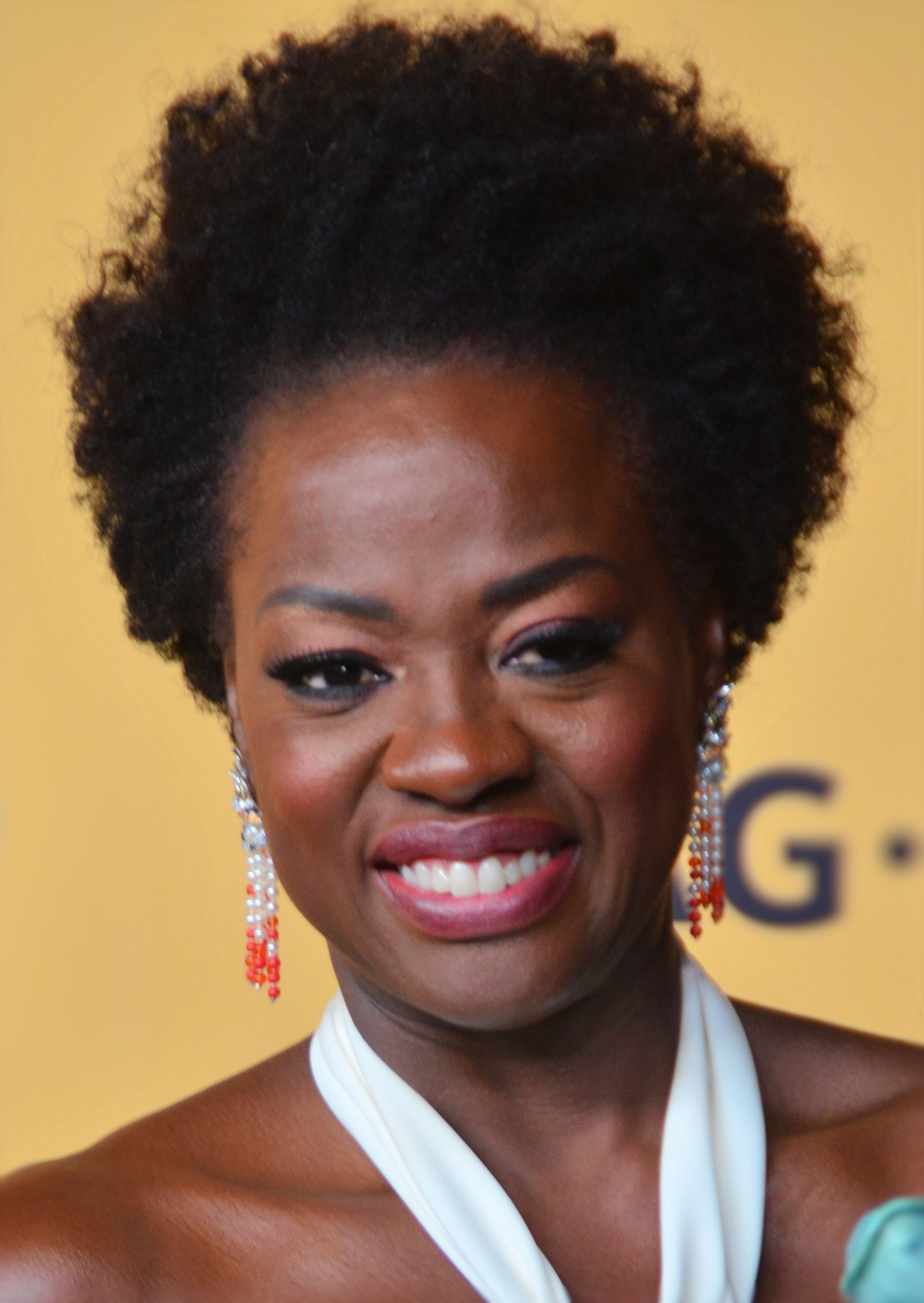
Viola Davis, beste vrouwelijke bijrol

De winnaars staan bovenaan in vet lettertype.

#### Beste film
- Moonlight
  - Arrival
  - Fences
  - Hacksaw Ridge
  - Hell or High Water
  - Hidden Figures
  - La La Land
  - Lion
  - Manchester by the Sea

#### Beste regisseur
- Damien Chazelle - La La Land
  - Mel Gibson - Hacksaw Ridge
  - Barry Jenkins - Moonlight
  - Kenneth Lonergan - Manchester by the Sea
  - Denis Villeneuve - Arrival

#### Beste mannelijke hoofdrol
- Casey Affleck - Manchester by the Sea
  - Andrew Garfield - Hacksaw Ridge
  - Ryan Gosling - La La Land
  - Viggo Mortensen - Captain Fantastic
  - Denzel Washington - Fences

#### Beste vrouwelijke hoofdrol
- Emma Stone - La La Land
  - Isabelle Huppert - Elle
  - Ruth Negga - Loving
  - Natalie Portman - Jackie
  - Meryl Streep - Florence Foster Jenkins

#### Beste mannelijke bijrol
- Mahershala Ali - Moonlight
  - Jeff Bridges - Hell or High Water
  - Lucas Hedges - Manchester by the Sea
  - Dev Patel - Lion
  - Michael Shannon - Nocturnal Animals

#### Beste vrouwelijke bijrol
- Viola Davis - Fences
  - Naomie Harris - Moonlight
  - Nicole Kidman - Lion
  - Octavia Spencer - Hidden Figures
  - Michelle Williams - Manchester by the Sea

#### Beste originele scenario
- Manchester by the Sea - Kenneth Lonergan
  - 20th Century Women - Mike Mills
  - Hell or High Water - Taylor Sheridan
  - La La Land - Damien Chazelle
  - The Lobster - Yorgos Lanthimos en Efthimis Fillippou

#### Beste bewerkte scenario
- Moonlight - Barry Jenkins en Tarell Alvin McCraney
  - Arrival - Eric Heisserer
  - Fences - August Wilson
  - Hidden Figures - Allison Schroeder en Theodore Melfi
  - Lion - Luke Davies

#### Beste niet-Engelstalige film
- The Salesman - Iran
  - Land of Mine - Denemarken
  - A Man Called Ove - Zweden
  - Tanna - Australië
  - Toni Erdmann - Duitsland

#### Beste animatiefilm
- Zootopia - Byron Howard, Rich Moore en Clark Spencer
  - Kubo and the Two Strings - Travis Knight en Arianne Sutner
  - Moana - John Musker, Ron Clements en Osnat Shurer
  - My Life as a Zucchini - Claude Barras en Max Karli
  - The Red Turtle - Michael Dudok de Wit en Toshio Suzuki

#### Beste documentaire
- O.J.: Made in America - Ezra Edelman en Caroline Waterlow
  - Fire at Sea - Gianfranco Rosi en Donatella Palermo
  - I Am Not Your Negro - Raoul Peck, Rémi Grellety en Hébert Peck
  - Life, Animated - Roger Ross Williams en Julie Goldman
  - 13th - Ava DuVernay, Spencer Averick en Howard Barish

#### Beste camerawerk
- La La Land - Linus Sandgren
  - Arrival - Bradford Young
  - Lion - Greig Fraser
  - Moonlight - James Laxton
  - Silence - Rodrigo Prieto

#### Beste montage
- Hacksaw Ridge - John Gilbert
  - Arrival - Joe Walker
  - Hell or High Water - Jake Roberts
  - La La Land - Tom Cross
  - Moonlight - Nat Sanders en Joi McMillon

#### Beste productieontwerp
- La La Land - David Wasco en Sandy Reynolds-Wasco
  - Arrival - Patrice Vermette en Paul Hotte
  - Fantastic Beasts and Where to Find Them - Stuart Craig en Anna Pinnock
  - Hail, Caesar! - Jess Gonchor en Nancy Haigh
  - Passengers - Guy Hendrix Dyas en Gene Serdena

#### Beste originele muziek
- La La Land - Justin Hurwitz
  - Jackie - Mica Levi
  - Lion - Dustin O'Halloran en Hauschka
  - Moonlight - Nicholas Britell
  - Passengers - Thomas Newman

#### Beste originele nummer
- "City of Stars" uit La La Land - Muziek: Justin Hurwitz, tekst: Benj Pasek en Justin Paul
  - "Audition (The Fools Who Dream)" uit La La Land - Muziek: Justin Hurwitz, tekst: Benj Pasek en Justin Paul
  - "Can't Stop the Feeling!" uit Trolls - Muziek en tekst: Justin Timberlake, Max Martin en Karl Johan Schuster
  - "The Empty Chair" uit Jim: The James Foley Story - Muziek en tekst: J. Ralph en Sting
  - "How Far I'll Go" uit Moana - Muziek en tekst: Lin-Manuel Miranda

#### Beste geluidsmixing
- Hacksaw Ridge - Kevin O'Connell, Andy Wright, Robert Mackenzie en Peter Grace
  - 13 Hours: The Secret Soldiers of Benghazi - Gary Summers, Jeffrey J. Haboush en Mac Ruth[6]
  - Arrival - Bernard Gariépy Strobl en Claude La Haye
  - La La Land - Andy Nelson, Ai-Ling Lee en Steve A. Morrow
  - Rogue One: A Star Wars Story - David Parker, Christopher Scarabosio en Stuart Wilson

#### Beste geluidsbewerking
- Arrival - Sylvain Bellemare
  - Deepwater Horizon - Wylie Stateman en Renée Tondelli
  - Hacksaw Ridge - Robert Mackenzie en Andy Wright
  - La La Land - Ai-Ling Lee en Mildred Iatrou Morgan
  - Sully - Alan Robert Murray en Bub Asman

#### Beste visuele effecten
- The Jungle Book - Robert Legato, Adam Valdez, Andrew R. Jones en Dan Lemmon
  - Deepwater Horizon - Craig Hammack, Jason Snell, Jason Billington en Burt Dalton
  - Doctor Strange - Stephane Ceretti, Richard Bluff, Vincent Cirelli en Paul Corbould
  - Kubo and the Two Strings - Steve Emerson, Oliver Jones, Brian McLean en Brad Schiff
  - Rogue One: A Star Wars Story - John Knoll, Mohen Leo, Hal Hickel en Neil Corbould

#### Beste kostuumontwerp
- Fantastic Beasts and Where to Find Them - Colleen Atwood
  - Allied - Joanna Johnston
  - Florence Foster Jenkins - Consolata Boyle
  - Jackie - Madeline Fontaine
  - La La Land - Mary Zophres

#### Beste grime en haarstijl
- Suicide Squad - Alessandro Bertolazzi, Giorgio Gregorini en Christopher Nelson
  - A Man Called Ove - Eva von Bahr en Love Larson
  - Star Trek: Beyond - Joel Harlow en Richard Alonzo

#### Beste korte film
- Sing - Kristof Deák en Anna Udvardy
  - Ennemis Intérieurs - Sélim Azzazi
  - La Femme et le TGV - Timo von Gunten en Giacun Caduff
  - Silent Nights - Aske Bang en Kim Magnusson
  - Timecode - Juanjo Giménez

#### Beste korte animatiefilm
- Piper - Alan Barillaro en Marc Sondheimer
  - Blind Vaysha - Theodore Ushev
  - Borrowed Time - Andrew Coats en Lou Hamou-Lhadj
  - Pear Cider and Cigarettes - Robert Valley en Cara Speller
  - Pearl - Patrick Osborne

#### Beste korte documentaire
- The White Helmets - Orlando von Einsiedel en Joanna Natasegara
  - 4.1 Miles - Daphne Matziaraki
  - Extremis - Dan Krauss
  - Joe's Violin - Kahane Cooperman en Raphaela Neihausen
  - Watani: My Homeland - Marcel Mettelsiefen en Stephen Ellis

## Films met meerdere nominaties
De volgende films ontvingen meerdere nominaties:
| Nominaties | Film                                    | Awards |
| ---------- | --------------------------------------- | ------ |
| 14         | La La Land                              | 6      |
| 8          | Arrival                                 | 1      |
| 8          | Moonlight                               | 3      |
| 6          | Hacksaw Ridge                           | 2      |
| 6          | Lion                                    |        |
| 6          | Manchester by the Sea                   | 2      |
| 4          | Fences                                  | 1      |
| 4          | Hell or High Water                      |        |
| 3          | Hidden Figures                          |        |
| 3          | Jackie                                  |        |
| 2          | Deepwater Horizon                       |        |
| 2          | Fantastic Beasts and Where to Find Them | 1      |
| 2          | Florence Foster Jenkins                 |        |
| 2          | Kubo and the Two Strings                |        |
| 2          | A Man Called Ove                        |        |
| 2          | Moana                                   |        |
| 2          | Passengers                              |        |
| 2          | Rogue One: A Star Wars Story            |        |